# بيت لوبيز
بيت لوبيز (بالإنجليزية: Pete Lopez)‏ هو سياسي أمريكي، ولد في 10 أبريل 1961 في ميامي في الولايات المتحدة. حزبياً، نشط في الحزب الجمهوري. وقد انتخب عضو جمعية ولاية نيويورك.

## وصلات خارجية
- الموقع الرسمي